# Under Handicap
Under Handicap è un film muto del 1917 diretto da Fred J. Balshofer. La sceneggiatura, firmata da Balshofer e da Richard V. Spencer, si basa sull'omonimo romanzo di Jackson Gregory pubblicato a New York nel 1914.

## Trama
Figlio di un milionario, Greek Conniston è sempre vissuto in mezzo agli agi e alle comodità. Un giorno, però, il padre lo costringe a prendersi le sue responsabilità e lo spinge a guadagnarsi da vivere basandosi sulle sue sole forze. In viaggio insieme all'amico Roger Hapgood verso il West, il paese di frontiera dove vuole incominciare la sua nuova vita, Greek incontra Argyl Crawford. Incantato dalla ragazza, cerca lavoro nel ranch del padre di lei. Subito viene preso di mira da Brayley, il bullo locale, che lo sfida. Greek, mettendolo al tappeto, si guadagna il rispetto di tutti gli uomini del posto. Crawford, il padre di Argyl, gli affida il compito di assistere il suo caposquadra, Bat Truxton, nei lavori di compimento di una diga che dovrebbe fornire di acqua e rendere fertile tutta la regione. Il progetto, però, è ostacolato da altri interessi ed è avversato proprio dal padre di Greek. Roger, infatti, cerca di sabotarne i lavori, impedendo il completamento della diga, mentre Greek, invece, che ha preso il posto di Truxton, lavora indefessamente giorno e notte per portare a termine l'incarico, anche a costo di contrastare i piani di suo padre e anche quando i sabotatori fanno saltare in aria la diga. Alla fine, Greek supererà ogni ostacolo e conquisterà anche il cuore e la mano di Argyl

## Produzione
Il film fu prodotto dalla Yorke Film Corporation.

## Distribuzione
Il copyright del film, richiesto dalla Metro, fu registrato il 29 agosto 1917 con il numero LP11321.
Distribuito dalla Metro Pictures Corporation, il film uscì nelle sale cinematografiche statunitensi il 3 settembre 1917. In Danimarca fu distribuito il 29 aprile 1920 con il titolo Cowboy Bill.
Copia completa della pellicola si trova conservata negli archivi del Filmmuseum di Amsterdam.